# Ломакін Микола Андрійович
Микола Андрійович Ломакін (1913, село Павло-Антоновка Самарської губернії, тепер Тоцького району Оренбурзької області, Російська Федерація — 3 лютого 1975, місто Москва) — радянський діяч, журналіст, 2-й секретар ЦК КП Узбекистану. Депутат Верховної Ради СРСР 2-го скликання.

## Життєпис
Народився в бідній селянській родині. У семирічному віці втратив батька. Закінчив сільську початкову школу. З 1923 року наймитував у заможних селян. У 1928 році став членом профспілки сільськогосподарських і лісових робітників.
У 1928—1929 роках — помічник секретаря Павло-Антоновської сільської ради. У лютому 1929 року вступив до комсомолу.
У липні 1929—1930 роках — голова кущового робітничого комітету профспілки сільськогосподарських і лісових робітників.
У 1930—1931 роках — завідувач відділу пропаганди і теоретичного навчання молоді Тоцького районного комітету ВЛКСМ.
З лютого 1931 по 1932 рік — секретар комітету ВЛКСМ тваринницького радгоспу імені Свердлова.
Член ВКП(б) з 1931 року.
У 1932 році — завідувач культпропу, заступник секретаря партійного комітету тваринницького радгоспу імені Свердлова та голова робітничого комітету профспілки радгоспу імені Свердлова. Одночасно працював редактором радгоспної багатотиражної газети «Свердловець».
У жовтні 1932 — травні 1933 року — відповідальний секретар Андріївського районного комітету ВЛКСМ.
У травні 1933 — червні 1935 року — відповідальний редактор районної газети «За індустріалізацію» Оренбурзької області.
У липні 1935—1937 роках — заступник секретаря Краснопартизанського районного комітету ВКП(б) Оренбурзької області.
У 1937 році — інструктор, у жовтні 1937 — липні 1939 року — завідувач відділу друку і видавництв Оренбурзького (Чкаловського) обласного комітету ВКП(б).
У липні 1939 — червні 1940 року — заступник уповноваженого Комітету партійного контролю при ЦК ВКП(б) по Узбецькій РСР.
У червні 1940 — липні 1941 року — уповноважений Комітету партійного контролю при ЦК ВКП(б) по Казахській РСР.
У липні — грудні 1941 року — уповноважений Комітету партійного контролю при ЦК ВКП(б) по Узбецькій РСР.
8 грудня 1941 — 10 січня 1950 року — 2-й секретар ЦК КП(б) Узбекистану.
У 1949—1952 роках — слухач Вищої партійної школи при ЦК ВКП(б).
У 1952—1953 роках — старший викладач, у 1953—1957 роках — директор Саратовської міжобласної партійної школи.
З 1957 року — на журналістській роботі: у 1957—1958 роках — редактор відділу, у 1958—1964 роках — відповідальний секретар редакції, член редколегії, у 1964—1967 роках — заступник головного редактора журналу «Партийная жизнь» у Москві.
У 1967—1975 роках — інспектор ЦК КПРС.
Помер 3 лютого 1975 року. Похований на Новодівочому цвинтарі Москви.

## Нагороди та відзнаки
- орден Леніна (.12.1944)
- орден Жовтневої Революції
- орден Вітчизняної війни І ст. (.10.1945)
- чотири ордени Трудового Червоного Прапора
- орден «Знак Пошани»
- медалі